# 구라테정
구라테정(일본어: 鞍手町 구라테마치[*])은 일본 후쿠오카현 구라테군의 정이다.

## 지리
후쿠오카현 북서부의 무나카타 지방에 위치하고 기타큐슈시(고쿠라 도심부)에서 남서쪽으로 약 20km, 후쿠오카시에서 북동쪽으로 약 60km 떨어져 있으며 지쿠호 지역의 북단부에 위치한다. 정의 동단부를 온가강이 흐른다. 정역 중앙부에서 북부, 동부까지는 비교적 평탄하지만 북서부에서 서부, 남부까지는 산지로 규슈 자동차도와 산요 신칸센이 달리고 있다. 같은 구라테군의 고타케정과는 인접하고 있지 않다.

### 인접한 자치체
- 무나카타시
- 기타큐슈시(야하타니시구)
- 나카마시
- 노가타시
- 미야와카시
- 온가군 온가정

## 역사
- 1889년 4월 1일 - 정촌제 시행으로 현재의 정역에 쓰루기촌·니시카와촌·후루쓰키촌이 성립하였다.
- 1952년 8월 1일 - 쓰루기촌이 정으로 승격해 쓰루기정이 되었다.
- 1955년 1월 1일 - 쓰루기정·니시카와촌·후루쓰키촌이 대등 합병해 구라테정이 성립하였다.

## 산업
쇠퇴한 석탄 산업을 대신해 공업 단지를 건설해 제조업 유치를 도모하고 있다. 2006년 기준으로 2차 산업에 종사하는 주민의 비율은 후쿠오카현 전체의 비율을 크게 웃돌고 또 정내로 통근하는 주민이 40%를 넘는 등 유치는 일정한 효과를 올리고 있다. 또 다카라 스탠더드와 야마토 하우스 공업이 공장을 두는 등 주택 관련 기업이 많은 한편, 토요타 자동차 공장이 인접하는 미야와카시에 있기 때문에 2000년 전후로 자동차 관련 공장도 증가 경향에 있다.
또 일부의 농·축산업으로 브랜드 가치가 있는 제품(쇠고기·계란 등)이 생산되고 있다. 거봉 재배도 활발하여 포도 농원이 많다.

## 교통

### 철도
- 규슈 여객철도 지쿠호 본선(후쿠호쿠유타카선)